# Ginalloa arnottiana
Ginalloa arnottiana är en sandelträdsväxtart som beskrevs av Pieter Willem Korthals. Ginalloa arnottiana ingår i släktet Ginalloa och familjen sandelträdsväxter. Inga underarter finns listade i Catalogue of Life.